# Oberst (Wuppertal)
Die Ortslage Oberst (auch „Am Oberst“) liegt im Wuppertaler Wohnquartier Lüntenbeck des Stadtbezirks Vohwinkel an der Grenze zum Stadtbezirk Elberfeld-West. Er befindet sich südlich der Ortslage Saurenhaus und östlich von Schloss Lüntenbeck.

## Geschichte
Der Hof Oberst wurde erstmals 1677 in einem Vermessungsverzeichnis der Honschaft Sonnborn erwähnt. Es gehörte bis in das 19. Jahrhundert zu dem Gut Lüntenbeck und besaß 1830 eine Fläche von umgerechnet acht Hektar.
Der Ort ist als a.Obersten auf der Topographischen Aufnahme der Rheinlande von 1824 verzeichnet. Oberst lag in der 1867 von der Bürgermeisterei Haan abgespalteten Gemeinde Sonnborn, die 1888 unter Gebietsabtretungen an die Stadt Elberfeld in Gemeinde Vohwinkel umbenannt wurde. Laut dem Gemeindelexikon des Königreichs Preußen von 1888 besaß Oberst ein Wohnhaus und elf Einwohner.
Mit der Gründung Wuppertals 1929 fand Oberst als Teil von Vohwinkel aufnahme in das Stadtgebiet.
Eine Stichstraße mit dem Namen Am Oberst wurde am 24. Februar 1936 benannt.